# Wiesław Domański

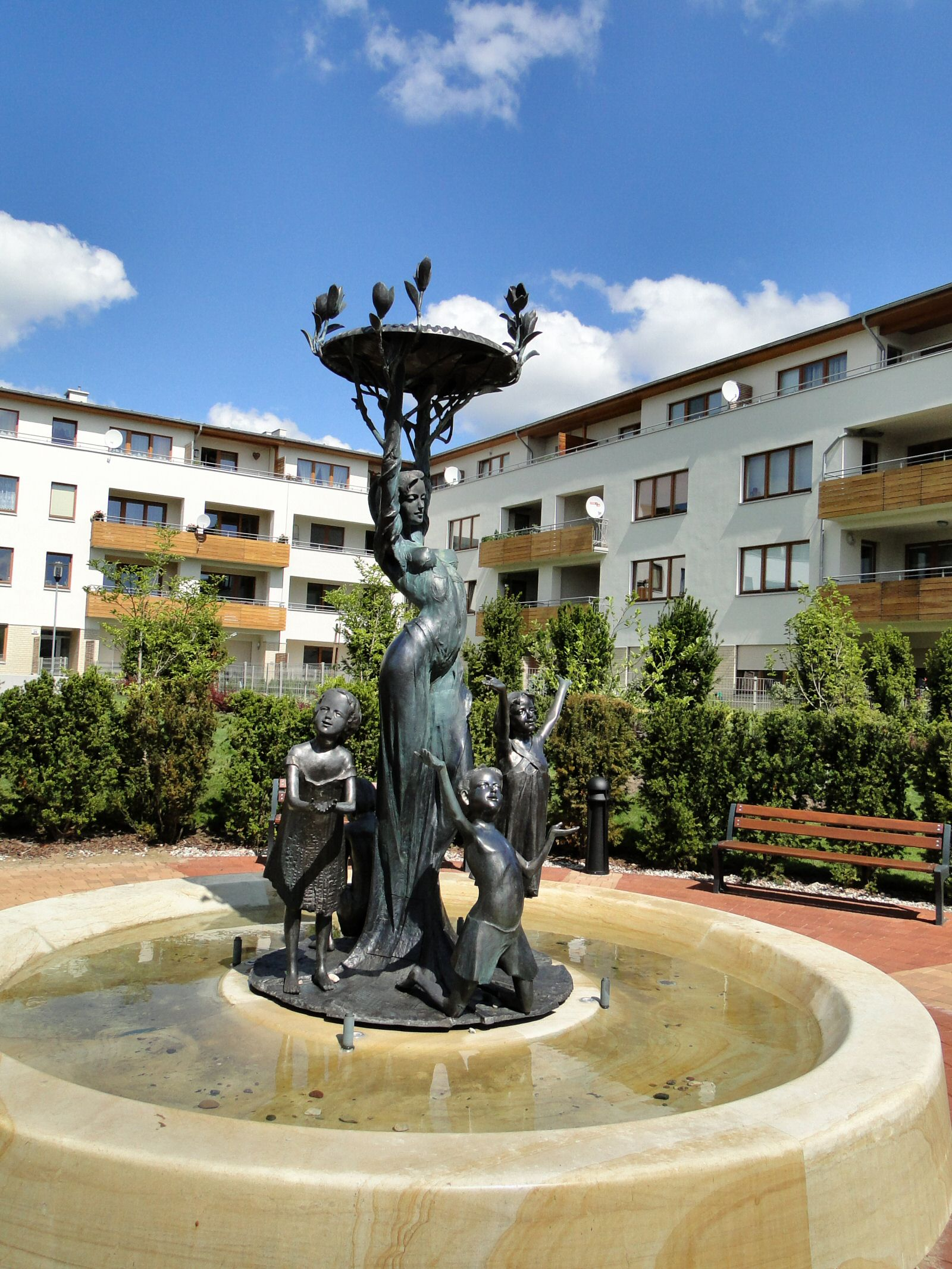
Pomnik-fontanna „Radość” na osiedlu Magnolia Park w Szczecinie

Wiesław Domański (ur. 20 sierpnia 1957 w Krasnymstawie) – polski rzeźbiarz i malarz.

## Życiorys
W 1984 roku ukończył krakowską Akademię Sztuk Pięknych w klasie Antoniego Hajdeckiego. Dwukrotny stypendysta Ministerstwa Kultury i Sztuki. Prowadzi galerie autorską rzeźby w Krakowie.
W 2014 roku został odznaczony przez prezydenta miasta Krakowa, Jacka Majchrowskiego, nagrodą Honoris Gratia. W 2019 roku wyróżniony Brązowym Medalem „Zasłużony Kulturze Gloria Artis”.

## Twórczość
Artysta zajmuje się przede wszystkim rzeźbą, choć malarstwo jest jego drugą pasją. W swoim dorobku ma zarówno rzeźby kameralne, jak i monumentalne realizacje. Jest autorem projektu i wykonawcą Relikwiarza Jana Pawła II w Centrum Jana Pawła II „Nie lękajcie się” w Krakowie-Łagiewnikach oraz realizacji plenerowych w Genewie i Hongkongu. Uczestniczył w kilkudziesięciu wystawach zbiorowych i indywidualnych w kraju i za granicą. Jego prace znajdują się w kolekcjach na całym świecie.

## Wybrana dzieła
- pomnik-fontanna „Radość” w Szczecinie
- pomnik Jana Pawła II w Kielnie
- popiersie Jana Pawła II w Wejherowie
- popiersie Jana Pawła II w Lublinie
- płaskorzeźba Jana Pawła II w Paryżu
- pomnik nagrobny Jerzego Stachury w Alei Zasłużonych na cmentarzu Rakowickim